# Ioduro di piombo
Lo ioduro di piombo è il sale di piombo(II) dell'acido iodidrico, di formula PbI2. È un composto sensibile alla luce, tossico per la riproduzione, nocivo, pericoloso per l'ambiente.
A temperatura ambiente si presenta come un solido giallo brillante, il cui colore varia all'aumentare della temperatura fino al rosso mattone per tornare giallo raffreddandosi.

## Usi
Lo ioduro di piombo è un materiale precursore nella fabbricazione di celle solari ad alta efficienza. In genere, una soluzione di PbI2 in un solvente organico, come dimetilformammide o dimetilsolfossido, viene applicato su uno strato di biossido di titanio mediante rivestimento per rotazione. Lo strato viene quindi trattato con una soluzione di metilammonio ioduro CH3NH3I e ricotto, trasformandolo nel doppio sale di metilammonio piombo ioduro CH3NH3PbI3, con una struttura a perovskite. La reazione cambia il colore del film da giallo a marrone chiaro.
Il PbI2 è anche usato come rivelatore di fotoni ad alta energia per raggi gamma e raggi X, grazie al suo ampio intervallo di banda che garantisce un funzionamento a basso rumore.
Nel XIX secolo è stato usato come pigmento nei dipinti con il nome di giallo iodio, ma era troppo instabile per essere utilizzato.

## Reazioni
Lo ioduro di piombo si ottiene per precipitazione miscelando nitrato di piombo (II) e ioduro di potassio
{\displaystyle {\ce {Pb(NO3)2(aq) + 2KI(aq) -> PbI2(s) + 2KNO3 (aq)}}}
Il precipitato, di colore giallo intenso, può essere facilmente ricristallizzato in acqua calda per ottenere un solido cristallino giallo brillante.

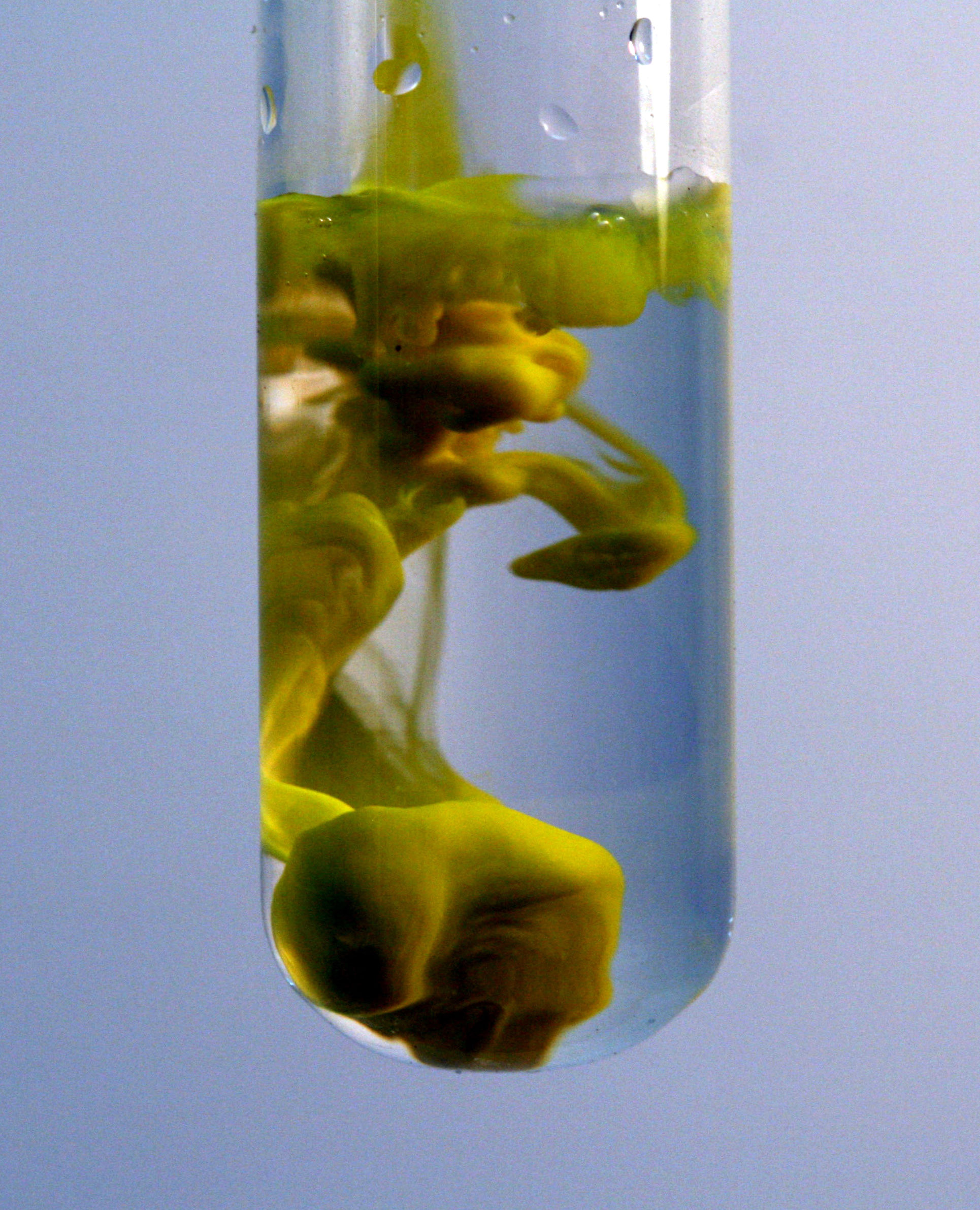
Formazione del precipitato di ioduro di piombo(II) quando si combinano una soluzione di ioduro di potassio e nitrato di piombo(II)

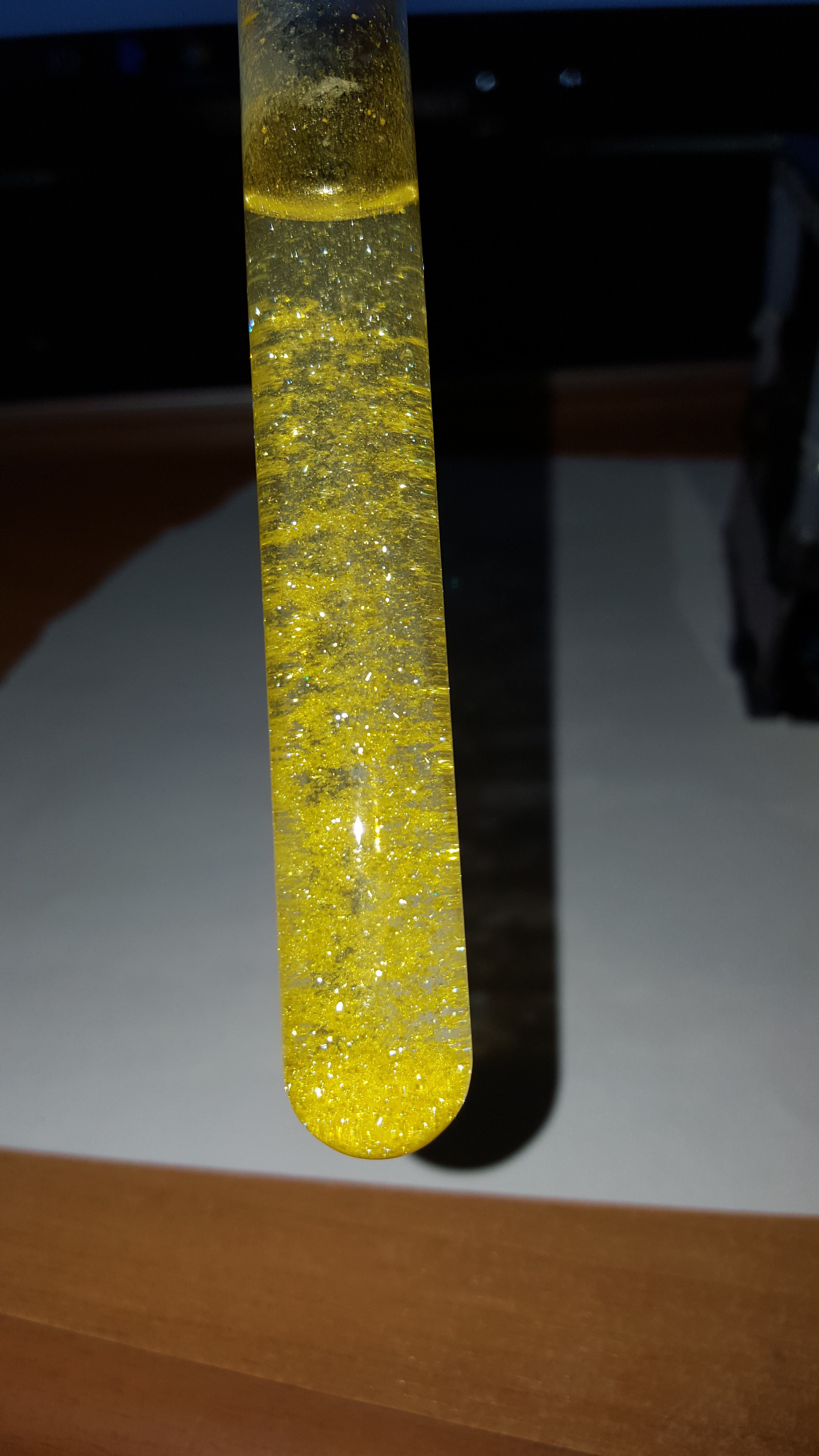
Esperimento "golden rain" dove lo ioduro di piombo(II) ricristallizza dalla soluzione calda per raffreddamento, formando dei cristalli color giallo oro.